# Вань Лаймин
Вань Лаймин (кит. трад. 萬籟鳴, упр. 万籁鸣, пиньинь Wàn Làimíng; 18 января 1900 года, Нанкин, Цзянсу, Империя Цин — 7 октября 1997 года, Шанхай, КНР) — китайский кинематографист (художник-аниматор и режиссёр), один из братьев Вань, основателей китайской анимации.

## Биография
Братья-близнецы Вань Лаймин и Вань Гучань родились в Нанкине, в провинции Цзянсу. С детства проявляли интерес к рисованию, а в 1919 году поступили на работу в графический отдел изобразительного искусства шанхайской Commercial Press, где они занимались созданием рекламы, иллюстраций и журнальных обложек. В 20-х годах Вань Лайминь заинтересовался технологией создания мультфильмов в США, и вместе с остальными тремя младшими братьями они изучили древнюю технологию Зоотропа, где из-за быстрого движения картинок, изображение казалось живым.

## Карьера
В 1922 году Вань Лаймин и Вань Гучань сняли первую в Китае анимацию, это была реклама «Китайская пишущая машинка Шу Чжэнду», именно с этого момента началась его карьера. В 1926 году они вместе с братом работали над мультипликационным фильмом «Переполох в студии» для кинокомпании «Великая стена». В 1930 году продюсировал такие фильмы, как «Ошибки бумажного человечка» для «Большой китайской кинокомпании», с 1931 года вместе с компаниями Ляньхуа и Минсин создал фильмы «Родные скоро проснутся» (1931), «Дружное единение» (1931), «История национальной боли» (1932), «Кровавые деньги» (1932) и другие.

## Фильмография
- «Встреча в дикой природе» (1955)
- «Большая проблема» (1961)
- «Ошибки бумажного человечка» (1930)
- «Принцесса Железный Веер» (1940)
- «Переполох в небесных чертогах» (1965)
- «Новый Сон в красном тереме» (1952)
- «Встреча в дикой природе» (1955)